# Mudgee
Mudgee är en ort i Australien. Den ligger i kommunen Mid-Western Regional och delstaten New South Wales, i den sydöstra delen av landet, omkring 210 kilometer nordväst om delstatshuvudstaden Sydney. Antalet invånare är 8 726.
Runt Mudgee är det mycket glesbefolkat, med 3 invånare per kvadratkilometer.. Mudgee är det största samhället i trakten. 
Trakten runt Mudgee består till största delen av jordbruksmark. Genomsnittlig årsnederbörd är 857 millimeter. Den regnigaste månaden är februari, med i genomsnitt 164 mm nederbörd, och den torraste är oktober, med 24 mm nederbörd.